# 050 TQ
Les Ten coupled de la série 050 TQ numéros 1 à 35 sont des locomotives à vapeur unifiées de la SNCF mises en service entre avril 1948 et novembre 1949. La série fut immatriculée 2-050 TQ car seule la région Nord utilisera ces machines.

## Genèse
Ces machines furent les dernières locomotives-tender de manœuvre mises en service par la SNCF. Si l'autorisation de construire ces machines fut accordée dès le 3 août 1942, la commande ne fut passée que le 11 mars 1946 auprès de la Société française de constructions mécaniques (Anciens Établissements Cail) à Denain. Cette société construisit les machines d'après les plans de la division des études des locomotives (DEL) qui partit des 050 TA 1 à 47 et des 050 TA 501 à 525 de la région Sud-Ouest, dérivant elles-mêmes des locomotives classe T16.0 de l'État prussien.

## Utilisation et services
Les dépôts de Creil et de La Plaine touchèrent les 12 premières locomotives en juillet 1948 et par la suite cette liste s'agrandit avec les dépôts de : Somain, Fives, Lens et Aulnoye au fur et à mesure des livraisons. Les nouvelles venues provoquèrent un grand mouvement de machines avec :
- la mutation des 050 TX vers la région Sud-Est,
- la mutation de 5 2-050 TE (ex-4-050 TA 1 à 47 et ex-4-050 TA 501 à 525) du dépôt de La Plaine vers ceux de Calais et Longueau,
- la mutation des 2-050 TD 1 à 70 du dépôt de Lens vers celui de Valenciennes,
- et la mutation ou la réforme des 140 G affectées aux services des manœuvres.

À partir de 1950 les mutations commencèrent dans les rangs des 050 TQ avec la création de nouvelles affectations à partir de 1958. Ainsi on vit apparaître ces machines aux dépôts :
- du Bourget en décembre 1958,
- des Joncherolles en janvier 1959,
- de Laon en juillet 1960,
- de Compiègne en 1965,
- de Boulogne en août 1966,
- de Calais en janvier 1967,
- et de Longueau en octobre de la même année.

Une autre affectation fut créée le 26 août 1968 mais dans le dépôt de grande banlieue de Persan-Beaumont ce qui peut surprendre pour des machines de manœuvres lourdes !
Si les nouvelles affectations furent créées comme on le voit jusqu'en 1968 le déclin commença pourtant dès 1963 avec la venue des locomotives diesel. La série mit bas les feux avec les 2-050 TQ 17 du dépôt des Joncherolles le 14 septembre 1970, et 2-050 TQ 13 et 20 du dépôt de Boulogne le 20 octobre 1970.

## Description
Si les caractéristiques de la machine de départ ont été conservées, des améliorations furent néanmoins apportées sur le plan du châssis (renforcement), de l'augmentation des capacités des soutes et sur la visibilité en marche arrière. De plus on utilisa un maximum d'éléments unifiés tel : les tampons, la porte de boîte à fumée, etc. C'étaient des machines disposant d'un moteur à simple expansion à deux cylindres et la distribution était du type « Walschaerts ». L'échappement était de type « Kylchap ». Le changement de marche s'effectuait par servomoteur à air comprimé.

## Caractéristiques

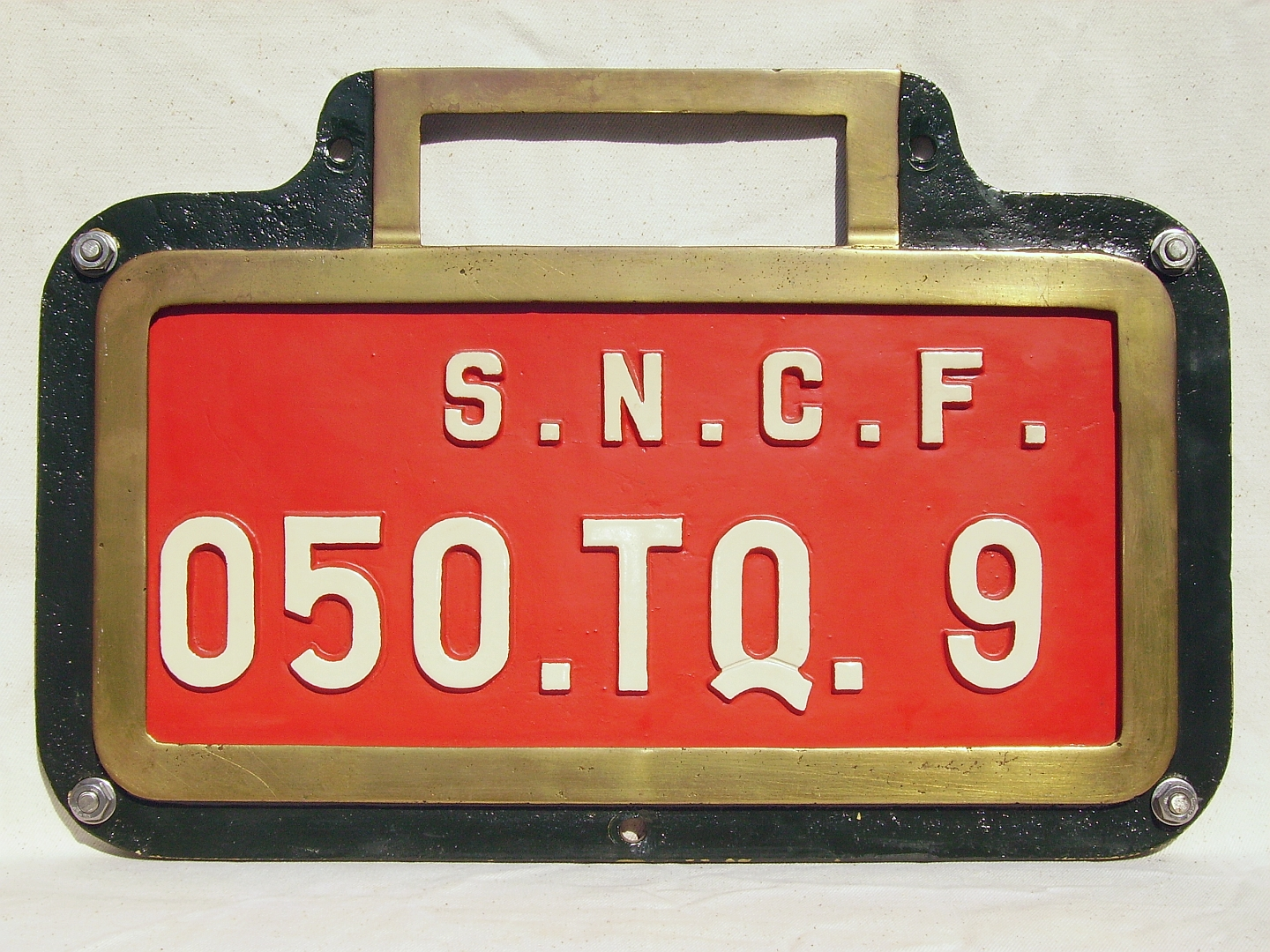
Plaque d'immatriculation de locomotive 050 TQ.

- Pression de la chaudière : 12 kg/cm2
- Surface de grille : 2,77 m2
- Surface de chauffe : 140,4 m2
- Surface de surchauffe : 38,4 m2
- Diamètre et course des cylindres : 630 mm × 660 mm
- Diamètre des roues motrices : 1 350 mm
- Capacité des soutes à eau : 11,16 m3
- Capacité de la soute à charbon : 4,6 t
- Capacité de l'abri (briquettes) : 0,5 t
- Masse à vide : 72,6 t
- Masse en ordre de marche : 95 t
- Charge par essieu : 19 t (adhérence totale)
- Hauteur : 4 250 mm
- Longueur hors tout : 13,41 m
- Vitesse maxi en service : 60 km/h

Aucune locomotive 050 TQ n'a été préservée.

## Modélisme
Les 2-050TQ ont été reproduites à l'échelle HO par les firmes suisses de haut de gamme Métropolitan et Fulgurex et par la firme française TAB.